# Francia en la Copa Mundial de Rugby de 2015
Les Bleus fueron uno de los 20 países que participaron de la Copa Mundial de Rugby de 2015, que se realizó por segunda vez en Inglaterra (Reino Unido).
La octava participación francesa vio a un seleccionado nuevo y de bajo nivel, tras su excelente perfomance anterior.

## Plantel
|                                  | Jugador                 | Edad    | Posición      | Tests | Equipo                |
| -------------------------------- | ----------------------- | ------- | ------------- | ----- | --------------------- |
| Hookers y Pilares                |                         |         |               |       |                       |
|                                  | Eddy Ben Arous          | 25 años | Pilar         | 7     | Racing 92             |
| Segundas líneas                  |                         |         |               |       |                       |
|                                  | Alexandre Flanquart     | 26 años | Segunda línea | 15    | Stade Français Paris  |
| Alas y Octavos                   |                         |         |               |       |                       |
|                                  | Damien Chouly           | 29 años | Ala           | 31    | ASM Clermont Auvergne |
| 6                                | Thierry Dusautoir       | 33 años | Ala           | 76    | Stade Toulousain      |
| Medios scrums                    |                         |         |               |       |                       |
|                                  | Rory Kockott            | 29 años | Medio scrum   | 9     | Castres Olympique     |
| 9                                | Morgan Parra            | 26 años | Medio scrum   | 61    | ASM Clermont Auvergne |
|                                  | Sébastien Tillous-Borde | 30 años | Medio scrum   | 16    | Rugby Club Toulonnais |
| Aperturas y Centros              |                         |         |               |       |                       |
|                                  | Mathieu Bastareaud      | 27 años | Centro        | 35    | Rugby Club Toulonnais |
| 13                               | Alexandre Dumoulin      | 26 años | Centro        | 4     | Racing 92             |
|                                  | Gaël Fickou             | 21 años | Centro        | 13    | Stade Toulousain      |
| 12                               | Wesley Fofana           | 27 años | Centro        | 35    | ASM Clermont Auvergne |
| 10                               | Frédéric Michalak       | 33 años | Apertura      | 73    | Rugby Club Toulonnais |
|                                  | Rémi Talès              | 31 años | Apertura      | 19    | Racing 92             |
| Fullbacks y Wings                |                         |         |               |       |                       |
| 11                               | Brice Dulin             | 25 años | Wing          | 20    | Racing 92             |
|                                  | Rémy Grosso             | 26 años | Wing          | 0     | Castres Olympique     |
|                                  | Sofiane Guitoune        | 26 años | Fullback      | 4     | Union Bordeaux Bègles |
|                                  | Yoann Huget             | 28 años | Wing          | 40    | Stade Toulousain      |
| 14                               | Noa Nakaitaci           | 25 años | Wing          | 4     | ASM Clermont Auvergne |
| 15                               | Scott Spedding          | 29 años | Fullback      | 10    | ASM Clermont Auvergne |
| Entrenador: Philippe Saint-André |                         |         |               |       |                       |

## Participación
Los franceses integraron el grupo D junto a los Canucks, Irlanda, la Azzurri y Rumania.
La última fecha sucedió contra el XV del Trébol del neozelandés Joe Schmidt, quien formó a: Rory Best, el capitán Paul O'Connell, Jamie Heaslip, Conor Murray, la estrella Jonathan Sexton y Tommy Bowe. Les Bleus perdieron el partido más importante y clasificaron segundos.

### Fase final
Los cuartos de final los cruzó ante los vigentes campeones y favoritos: los All Blacks del entrenador Steve Hansen, quien alineó: Ben Franks, Sam Whitelock, el capitán Richie McCaw, Aaron Smith, Dan Carter y la estrella Julian Savea. Francia no pudo y resultó eliminada en una paliza kiwi.